# Sword Art Online: Progressive - Scherzo of Deep Night
Sword Art Online: Progressive - Scherzo of Deep Night (劇場版 ソードアート・オンライン -プログレッシブ- 冥き夕闇のスケルツォ?, Gekijōban Sōdo Āto Onrain Puroguresshibu Kuraki Yūyami no Sukerutso) è un film d'animazione giapponese del 2022 diretto da Ayako Kōno. La pellicola è il secondo capitolo dell'adattamento animato di Sword Art Online: Progressive, light novel scritta da Reki Kawahara e illustrata da abec.

## Trama
Nel dicembre 2022, le due gilde ALS e DKB, insieme ad alcuni altri giocatori, sconfiggono il boss del 4º piano. Le due gilde sono in disaccordo tra loro su come completare il gioco. Successivamente, Asuna e Kirito insieme ad Argo discutono di una festa di Capodanno pianificata dalle due gilde. Asuna e Kirito entrano nella prigione sotto la città principale del 5º piano, dove Asuna sente per caso altri due giocatori che hanno escogitato un piano per distruggere le due gilde; esso prevede che la gilda ALS abbandoni il gruppo per uccidere il boss del raid del 5º piano, dove altrimenti sarebbe stato uno sforzo congiunto.
Kirito e Asuna discutono successivamente dell'impatto negativo che l'uccisione del boss del raid da parte dell'ALS avrebbe sullo sforzo di finire il gioco e poi affrontano il leader dell'ALS, Kibao, che riconosce l'esistenza del piano. Ritiene che il boss del 5º piano abbia un oggetto potente che darebbe alla sua gilda il vantaggio nel ripulire i piani, ma che è stato costretto ad aderire al piano da una fazione all'interno della sua gilda. Dà una mezza vittoria a Kirito, Asuna e qualsiasi altro gruppo che tenta e riesce a uccidere il boss del raid prima che la sua gilda tenti di eliminarlo. Kirito e Asuna raccolgono alcuni membri per il loro raid ma non riescono a reclutare Mito che è ancora delusa dalle sue azioni nel film precedente.
Kirito, Asuna e il loro gruppo raid entrano nel dungeon e uccidono i mostri sulla strada verso il boss del raid. Discutono della strategia prima di inviare Kirito e Argo a esplorare la stanza del boss, solo per iniziare il combattimento per sbaglio. Il combattimento inizialmente coinvolge le braccia e le gambe del boss che attaccano i giocatori quando questi calpestano le linee a terra. In breve, il resto del raid si unisce al gruppo ma lancia involontariamente gli stessi attacchi. Alla fine fanno abbastanza danni al boss da esporre uno stemma, noto per essere un punto debole, prima che la testa si nasconda. Quando il gruppo tenta di ritirarsi, la testa esce da terra e afferra Asuna, che viene liberata da una sopraggiunta Mito. Quindi lo stemma inizia ad apparire in posizioni casuali sulle braccia e sulle gambe del boss; dopo una serie di attacchi allo stemma, il boss del raid si materializza come un golem con lo stemma sul viso. 
Successivamente distruggono il golem e recuperano l'oggetto raro. Mentre il resto del gruppo si dirige al 6º piano, Asuna e Kirito affrontano la gilda ALS ormai arrivata. Kirito concede due condizioni per fornire l'oggetto, a nessuna delle quali la gilda accetta, ma essa se ne va pacificamente.
Più tardi, alla vigilia di Capodanno al 5º piano, Kirito e Asuna subiscono un'imboscata da parte di un altro giocatore. Si scontrano brevemente e poi il giocatore sconosciuto scompare, per cui Kirito e Asuna realizzano l'esistenza di un gruppo o gilda dedita all'uccisione di altri giocatori. Il film si conclude con i due che si godono i fuochi d'artificio. 

## Distribuzione
Il film è uscito in Giappone il 22 ottobre 2022. 
Nella conferenza italiana Romics 2022 è stato annunciato che Dynit aveva acquistato i diritti di distribuzione. È stato proiettato nei cinema italiani dal 14 al 16 novembre 2022.

### Edizione italiana
Il doppiaggio italiano è stato diretto da Luca Semeraro su dialoghi di Kim Turconi, presso Lylo Italy e Kea Sound.